# Probopyria elliptica
Probopyria elliptica är en kräftdjursart som beskrevs av Clements Robert Markham 1992. Probopyria elliptica ingår i släktet Probopyria och familjen Bopyridae. Inga underarter finns listade i Catalogue of Life.